# Federação Portuguesa de Atletismo
A Federação Portuguesa de Atletismo (FPA) MHIH foi fundada em 5 de Novembro de 1921 sob a inscrição de Federação Portuguesa de Sports Atléticos. Tem a sua sede em Linda-a-Velha, Concelho de Oeiras.
A Federação Portuguesa de Atletismo é uma entidade unidesportiva, pessoa colectiva de direito privado, de utilidade pública desportiva, prosseguindo fins não lucrativos. Rege-se pelos seus Estatutos, pelos Regulamentos complementares e pela legislação nacional e internacional aplicável.
A Federação Portuguesa de Atletismo (FPA) é a entidade coordenadora da pratica desportiva do Atletismo em Portugal. É a entidade máxima da modalidade, a nível nacional, federando 22 Associações Regionais, promovendo e dirigindo a prática do atletismo, masculino e feminino, em articulação com os organismos do Estado responsáveis pela tutela do desporto nacional. 
A Federação Portuguesa de Atletismo é membro da Associação Europeia de Atletismo, e segue as regras da World Athletics WA, de que é membro, é a entidade que realiza o controle de antidopagem em competições do calendário oficial, bem como fora das competições, dos quais tem que apresentar relatórios anuais à WA.
A 6 de Outubro de 1998 foi feita Membro-Honorário da Ordem do Infante D. Henrique.

## Associações Regionais
As Associações Regionais federadas na Federação Portuguesa de Atletismo são as seguintes: 
- Associação de Atletismo do Algarve - Website
- Associação de Atletismo de Aveiro - Website
- Associação de Atletismo de Beja - Website
- Associação de Atletismo de Braga - Website
- Associação de Atletismo de Bragança - Website
- Associação de Atletismo de Castelo Branco - Website
- Associação Distrital de Atletismo de Coimbra - Website
- Associação de Atletismo de Évora - Website
- Associação de Desportos da Ilha do Faial - Website
- Associação de Atletismo da Guarda - Website - Facebook
- Associação Distrital de Atletismo de Leiria - Website
- Associação de Atletismo de Lisboa - Website
- Associação de Atletismo da Região Autónoma da Madeira - Website
- Associação de Atletismo do Distrito de Portalegre - Website
- Associação de Atletismo do Porto - Website
- Associação de Atletismo de Santarém - Website
- Associação de Atletismo de São Miguel - Website
- Associação de Atletismo de Setúbal - Website
- Associação de Atletismo da Ilha Terceira - Website
- Associação de Atletismo de Viana do Castelo - Website
- Associação de Atletismo de Vila Real - Website
- Associação de Atletismo de Viseu - Website - Facebook